# Nachal Ševa
Nachal Ševa (hebrejsky: נחל שבע) je vádí v Horní Galileji, v severním Izraeli.
Začíná v nadmořské výšce přes 900 metrů na jižním úbočí hory Har Hilel, v jižní části masivu Har Meron. Směřuje pak k jihu zalesněným údolím, přičemž ze západu míjí vesnici Šefer, respektive její část Chemdat Jamim. Z východu horu Har Kfir. Zároveň prudce klesá do údolí Chananija, přičemž během zhruba 4 kilometrů zde výškový rozdíl dosahuje cca 700 metrů. Na dolním toku potom vádí vede k jihojihozápadu po rovinatém dnu údolí Chananija, mezi vesnicemi Kfar Chananija a Moran, u níž zprava ústí do vádí Nachal Calmon.